# Pherhombus brischkei
Pherhombus brischkei är en stekelart som först beskrevs av Charles Thomas Brues 1923.  Pherhombus brischkei ingår i släktet Pherhombus och familjen brokparasitsteklar. Inga underarter finns listade i Catalogue of Life.